# Lijst van voetbalinterlands Angola - Namibië
Deze lijst van voetbalinterlands is een overzicht van alle officiële voetbalwedstrijden tussen de nationale teams van Angola en Namibië. De Zuidelijk Afrikaanse buurlanden speelden tot op heden zestien keer tegen elkaar. De eerste ontmoeting was een kwalificatiewedstrijd voor de Afrika Cup 1996 op 4 september 1994 in Luanda. Het laatste duel, een groepswedstrijd tijdens de COSAFA Cup 2025, werd gespeeld in Bloemfontein (Zuid-Afrika) op 5 juni 2025.

## Wedstrijden
| №  | Plaats         | Datum             | Competitie                   | Wedstrijd        | Uitslag |
| -- | -------------- | ----------------- | ---------------------------- | ---------------- | ------- |
| 1  | Luanda         | 4 september 1994  | Afrika Cup 1996 kwalificatie | Angola − Namibië | 2 − 0   |
| 2  | Windhoek       | 8 april 1995      | Afrika Cup 1996 kwalificatie | Namibië − Angola | 2 − 2   |
| 3  | Bobo-Dioulasso | 12 februari 1998  | Afrika Cup 1998              | Angola − Namibië | 3 − 3   |
| 4  | Windhoek       | 30 mei 1998       | COSAFA Cup 1998              | Namibië − Angola | 1 − 1   |
| 5  | Luanda         | 28 september 1999 | COSAFA Cup 1999              | Angola − Namibië | 1 − 0   |
| 6  | Windhoek       | 2 oktober 1999    | COSAFA Cup 1999              | Namibië − Angola | 1 − 1   |
| 7  | Luanda         | 7 september 2003  | Vriendschappelijk            | Angola − Namibië | 2 − 0   |
| 8  | Windhoek       | 20 september 2003 | Vriendschappelijk            | Namibië − Angola | 1 − 3   |
| 9  | Luanda         | 9 mei 2004        | COSAFA Cup 2004              | Angola − Namibië | 2 − 1   |
| 10 | Dundo          | 4 april 2009      | Vriendschappelijk            | Angola − Namibië | 0 − 0   |
| 11 | Lubango        | 22 december 2011  | Vriendschappelijk            | Angola − Namibië | 0 − 0   |
| 12 | Luanda         | 6 november 2015   | Vriendschappelijk            | Angola − Namibië | 1 − 0   |
| 13 | Bouaké         | 27 januari 2024   | Afrika Cup 2023              | Angola − Namibië | 3 − 0   |
| 14 | Port Elizabeth | 28 juni 2024      | COSAFA Cup 2024              | Angola − Namibië | 0 − 0   |
| 15 | Port Elizabeth | 7 juli 2024       | COSAFA Cup 2024              | Angola − Namibië | 5 − 0   |
| 16 | Bloemfontein   | 5 juni 2025       | COSAFA Cup 2025              | Angola − Namibië | 1 − 1   |

## Samenvatting
| Competitie              | Totaal gespeeld | Winst Angola | Gelijk | Winst Namibië | Doelsaldo Angola – Namibië |
| ----------------------- | --------------- | ------------ | ------ | ------------- | -------------------------- |
| Afrika Cup              | 2               | 1            | 1      | 0             | 6 − 3                      |
| Afrika Cup-kwalificatie | 2               | 1            | 1      | 0             | 4 − 2                      |
| COSAFA Cup              | 7               | 3            | 4      | 0             | 11 − 4                     |
| Vriendschappelijk       | 5               | 3            | 2      | 0             | 6 − 1                      |
| Totaal                  | 16              | 8            | 8      | 0             | 27 − 10                    |

Wedstrijden bepaald door strafschoppen worden, in lijn met de FIFA, als een gelijkspel gerekend.